# Ecaterina de Poděbrad
Ecaterina de Poděbrad (n. 11 noiembrie 1449, Praga, Regatul Boemiei – d. 8 martie 1464, Buda, Regatul Ungariei) a fost a doua soție a lui Matia Corvin, regele Ungariei.
Ecaterina și sora ei geamănă Sidonie s-au născut la Poděbrady, părinții lor fiind George de Poděbrad și prima sa soție, Kunigunde of Šternberk. Kunigunde a murit din cauza complicațiilor nașterii. George of Poděbrady s-a recăsătorit în cele din urmă; a doua soție, Joanna of Rožmitál, dăruit lui George mai mulți copii, inclusiv Ludmila of Poděbrady .
Matthias Corvinus și-a pierdut soția, Elisabeta de Cilli, la o vârstă fragedă.  La 1 mai 1461 s-a căsătorit cu Catherine la biserica Matthias din Buda (acum Budapesta).  Matthias avea optsprezece ani, iar mireasa lui treisprezece.  Negocierile de nuntă începuseră în 1458, când Catherine avea doar nouă ani.  La scurt timp după căsătorie, Catherine și-a părăsit familia și a plecat să locuiască în Ungaria cu noul ei soț.  Janus Pannonius a ajutat-o pe Catherine să o învețe pe latină. [4]
Regina a murit la naștere la vârsta de 15 ani. Copilul ei a murit, de asemenea.  Evenimentul l-a făcut pe Matthias să-și piardă speranța de a domni un mostenitor legitim.  În cele din urmă s-a căsătorit cu Beatrice de Napoli, dar mariajul nu a avut niciun moștenitor. Singurul urmaș care a supraviețuit lui Matthias a fost un fiul său nelegitim, Ioan Corvin, al amantei sale Barbara Edelpöck.